# Sara Gilbert
Sara Gilbert (n. Sara Rebecca Abeles; n. 29 ianuarie 1975, Santa Monica, California, SUA) este o actriță, regizoare și producătoare americană cunoscută pentru rolul ei de Darlene Conner în serialul ABC Roseanne (1988-1997; 2018), pentru care a primit două nominalizări la Primetime Emmy Award. Este, de asemenea, creator și fost co-gazdă a emisiunii de zi CBS The Talk și a avut un rol recurent în rolul Leslie Winkle în Teoria Big Bang de la CBS.